# Dżabal Ighil Makun
Dżabal Ighil Makun albo Ighil Makun (także: Dżabal Ajt Makun, Mguna; fr. Djebel Irhil M'Goun albo Irhil M'Goun, także: Djebel Aït M’Goun) – góra w Maroku, leżąca w paśmie Atlasu Wysokiego. Jej wysokość wynosi 4071 m n.p.m.